# Selsey
Selsey este un oraș și o stațiune litorală în comitatul West Sussex, regiunea South East England, Anglia. Orașul se află în districtul Chichester.